# Centre (Badalona)
El Centre, o Badalona centre, és un barri costaner de Badalona (Barcelonès) que forma part del Districte I juntament amb Canyadó, Casagemes, Coll i Pujol, Dalt de la Vila, Manresà i Progrés. Limita amb els barris de El Progrés, El Raval, Coll i Pujol, Dalt de la Vila i Casagemes.
Amb les dades del padró de 2012, el barri del Centre té 8.265 habitants, dels quals 3.841 (el 46,5%) són homes i 4.424 (el 53,5%) són dones, sent el barri amb major proporció de dones. La població del barri representa al 3,7% d'habitants de tota la ciutat.

## Llocs d'interès

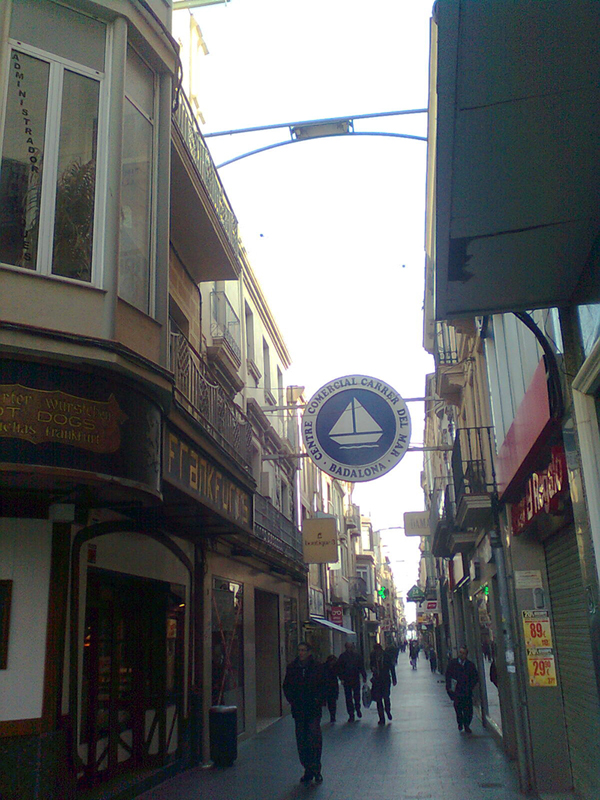
El carrer de Mar, camí tradicional de mar i un dels centres comercials principals de tota la ciutat.

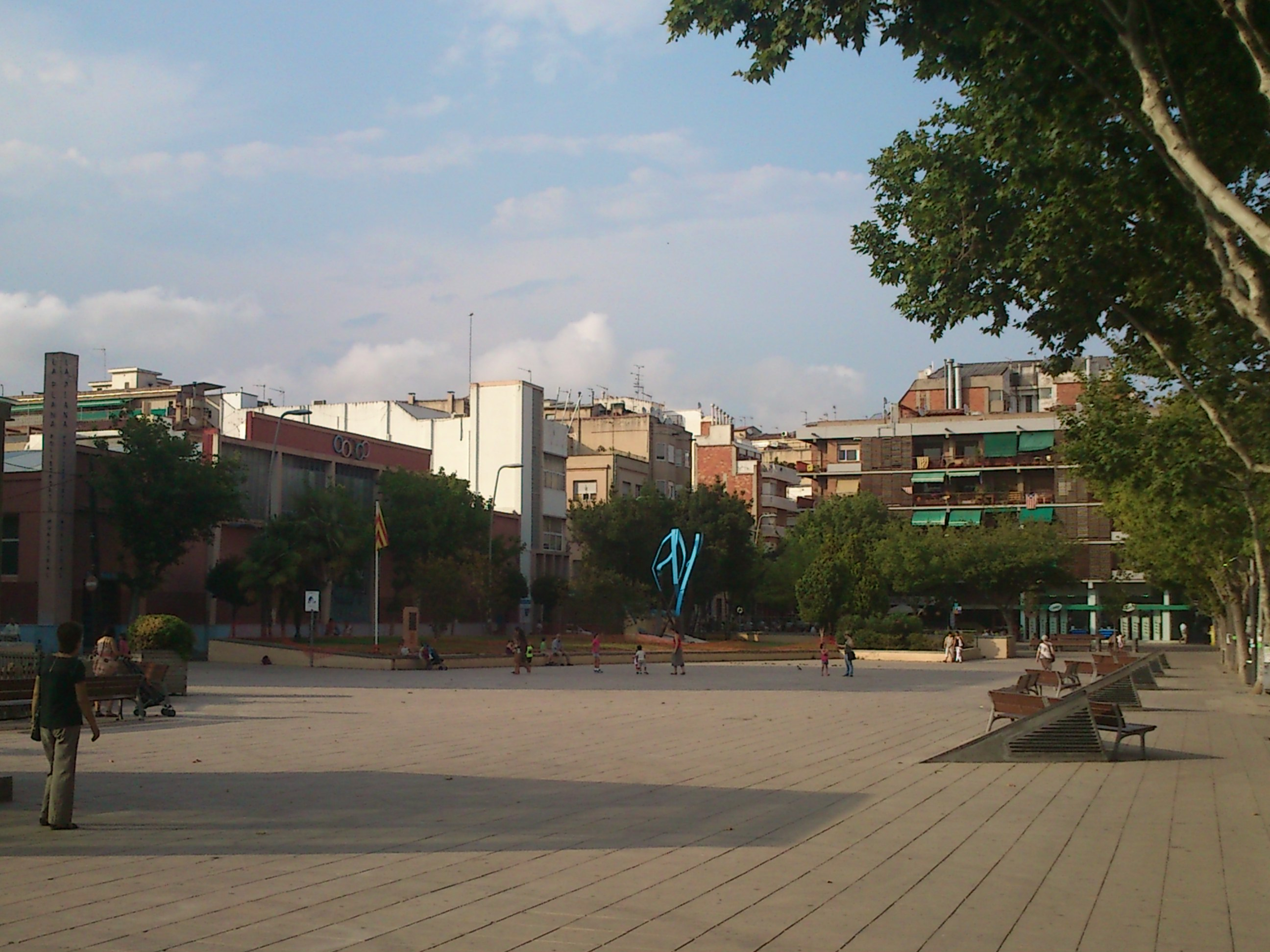
Plaça de la Plana.

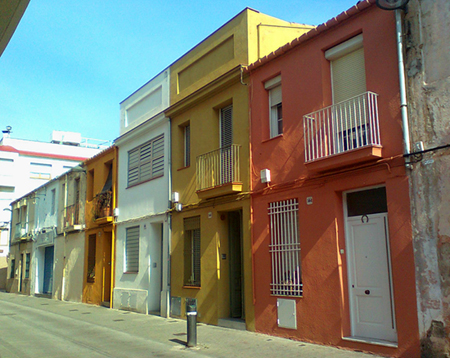
Molts carrers continuen conservant les cases tradicionals badalonines, com aquestes del carrer Sant Pere.

Durant el segle xix el sector de mar on només hi havia algunes casetes de pescadors, conegut antigament com l'Arenal, va començar a urbanitzar-se formant el nou nucli de "Baix a Mar". L'artèria que uneix aquest indret amb el nucli antic de la ciutat de Badalona (Dalt de la Vila) és el carrer de Mar (antic camí de Mar), que ha esdevingut el principal eix comercial de la ciutat.
El carrer de Mar va rebre l'any 1919 el nom oficial de carrer Prat de la Riba, malgrat que ja era conegut popularment amb el nom que ha acabat sent el seu nom actual. Neix a la plaça de la Vila i desemboca a la Rambla. Conserva un bon nombre d'edificis de principis del segle xx, com la Casa Prat, i té interès com a conjunt urbanístic, juntament amb els carrer adjacents que conformen el primer eixample badaloní. Altres edificis importants adjacents al Carrer de Mar són per exemple Casa Clarós, també anomenat Cal Tanet, de l'any 1905, i la Casa Miquel Badia, del 1907, totes dues obra de Joan Amigó i Barriga. L'any 1969 va ser reurbanitzat per convertir-lo en un carrer per a vianants, sent inaugurat el 20 de desembre d'aquell mateix any.
L'11 de maig de 1895 es va inaugurar a la Plaça de la Vila una escultura d'Evarist Arnús, fill adoptiu de la ciutat, la qual va ser desmantellada durant la Guerra Civil per construir-hi un refugi. Es desconeix què es va fer amb la figura, però la major part del pedestal es va trossejar i es va trinxar per fer parets. Alguns dels trossos van ser trobats en la paret del carrer de la Costa, a Dalt de la Vila, l'any 2004.
El 1897, l'alcalde Joaquim Palay va inaugurar el carrer dels Arbres, un eix viari que unia el centre de la vila amb les zones industrials de nova urbanització, enllaçant la riera d'en Folch (actual Av. Martí i Pujol) amb la riera d'en Jornet (actual Av. Sant Ignasi de Loiola). Al costat, es va acabar d'urbanitzar als anys 40 la plaça de la Plana.
La Rambla de Badalona és sens dubte un dels espais urbans més populars de la ciutat. Va ser urbanitzat el 1878 segons projecte de Villar Lozano. En aquest passeig podem trobar edificis com Ca l'Escanyaralets, un edifici d'estil eclèctic de 1898, o el monument en agraïment a Vicenç Roca i Pi, qui va deixar tots els seus béns "a la gent pobre, malalts i desvalguts domiciliats a Badalona",. Va ser construït el 1894 i inaugurat el 15 d'agost d'aquell any. El 1936 va ser desmuntat per substituir-lo per un de nou, però arran de l'escassetat econòmica el nou monument no va ser construït mai. El 23 de maig de 1943 el monument va ser reinstal·lat en l'actual emplaçament.
A la plaça de la vila hi trobem la Casa Consistorial, o Casa de la Vila, la seu de l'Ajuntament de Badalona. Es tracta d'un edifici construït el 1877 per Francesc de Paula Villar, el qual va ser arquitecte municipal i director de l'Escola d'Arquitectura.
A l'Avinguda Martí i Pujol, també trobem edifics destacables com la Casa Enric Mir, del 1909, o la Casa Pavillard, de l'any 1906, totes dues també obra d'Amigó, com la Casa Gafarel·lo, ja fora d'època modernista, tot i que la seva influència es deixa sentir en el perfil sinuós de les cornises que separen les diferents plantes i la que fa de coronament. Al final d'aquest carrer, vora el mar, està situada l'estació de Badalona, del 1899, construïda per Salvador Soteras.
També trobem el Mercat Maignon, que data del 1899, i la biblioteca Can Casacuberta, una antiga fàbrica industrial d'origen modernista. Tots dos edificis estan protegits com a bé cultural d'interès local. Molt a prop, i al límit amb el barri del Progrés, trobem l'església de Sant Josep.
La Casa Pere Busquets és un xalet unifamiliar que va ser propietat del fabricant de perfums Pere Busquets, construït el 1912. És un edifici modernista d'Amigó protegit com a bé cultural d'interès local. Un altre edifici de Joan Amigó és l'escola dels Germans Maristes, també modernista, que data de començaments del segle xx.
El Centre Cívic i Cultural El Carme, al carrer Francesc Layret, va ser construït en el mateix solar on, fins a l'any 2010, hi havia l'antiga Clínica del Carme. L'edifici, de 3.500 metres quadrats, es va acabar de construir el 2012, va costar 6,5 milions d'euros però no va poder ser inaugurat perquè el seu manteniment suposava una despesa de 300.000 euros anuals a l'Ajuntament. A l'estiu del 2013 es va arribar a un acord amb la Universitat de Barcelona per la concessió de l'espai durant 10 anys. L'ús de l'edifici seria compartit, amb un 35% ocupat per l'Ajuntament i amb un 65% per la UB, i seria aquesta qui es faria càrrec del manteniment, neteja i subministraments de l'edifici. La sala d'exposicions del centre va rebre el nom del pintor badaloní Josep Uclés.